# Juan Manuel Fangio
Juan Manuel Fangio (IPA: [xwan maˈnwel ˈfaŋxjo]; Balcarce, 1911. június 24. – Buenos Aires, 1995. július 17.) legendás argentin autóversenyző, akit szülőhazájában még most is egyszerűen csak Mesternek hívnak. Ő uralta a Formula–1 történetének első évtizedét. A Formula–1 hivatalos weboldala szerint „sokan a legnagyszerűbb versenyzőnek tartják az összes Formula–1-es versenyző közül”. Öt világbajnokságot nyert, négy különböző csapattal – Alfa Romeo, Maserati, Mercedes és Ferrari. Ezt a sorozatot azóta sem ismételték meg. Miután a hosszú ideje fennálló rekordot, az öt világbajnoki címet Michael Schumacher 2003-ban megdöntötte, azt mondta: „Fangio sokkal magasabb szinten van, mint ahogy én most magamat látom. Amit ő csinált, az egyedülálló, és amit mi csináltunk, az is unikum. A kettőt egyáltalán nem lehet összehasonlítani”. Haláláig a legidősebb élő Formula–1-es világbajnok volt, Giuseppe 'Nino' Farina 1966. június 30-án bekövetkezett halála óta.

## Fiatalkora
Az argentínai Balcarce-ban született. Szülei olaszok voltak, akik Olaszország középső részéről, egy Castiglione Messer Marino nevű kis faluból származtak. Autóversenyzői karrierjét Argentínában kezdte 1934-ben. Leginkább hosszútávú országúti versenyeken indult, és 1940–1941-ben Argentin Nemzeti Bajnok lett. A második világháború kitörése törést jelentett karrierjében, ami miatt 1947-ig nem versenyezhetett Európában.

## A Formula–1-ben
Juan Manuel Fangio a legtöbb versenyzővel ellentétben nagyon idősen érkezett meg a Formula–1-be, és sok versenyen ő volt a legidősebb induló. Az ő idejében még nem állt a pilóták rendelkezésére biztonsági felszerelés. Olyan híres versenyzőkkel vívott élvezetes küzdelmeket, mint Alberto Ascari, Giuseppe Farina, és Stirling Moss.
A későbbi korok versenyzői, például Jim Clark, Alain Prost, Ayrton Senna és Michael Schumacher a saját idejükben mindig Fangio eredményeivel hasonlították a sajátjukat. Ezt teszik annak ellenére, hogy köztudomásúlag teljesen más szabályok között futják a versenyeket. Például abban az időben egy versenyző több autót is elhasználhatott.
Fangio már az Alfa Romeóval is rendkívül sikeresen versenyzett 1950-ben. 1950-ben a világbajnokságot a második helyen fejezte be, csapattársa Giuseppe Farina mögött. (Abban az évben mind a hat európai Forma 1-es versenyt egy Alfa Romeo nyerte, vagy Fangioval, vagy Farinával a volánnál.) Első világbajnoki címét 1951-ben szerezte meg. Az 1952-es sorozatban szépen szerepelt egészen az olasz monzai futamig, ahol nyaksérülést szenvedett. A baleset után gyorsan visszatért a versenyzéshez, mikor első futamán egy Lancia D24-gyel megnyerte e 200 mérföldes La Carrera Panamericana országúti versenyt. Az 1954-es évad első felében, a Mercedes megjelenéséig a Maseratinál, utána az új csapatnál versenyzett. A tizenkét futamból nyolc (a világbajnokság nyolc futamából hatot) megnyert. Ebben az évben a továbbfejlesztett Mercedes-Benz W196 autóval versenyzett. Az 1955-ös (a Le Mans-i katasztrófa miatt szomorú emlékű) szezonban megszerezte második világbajnoki címét, és a Mercedesé lett az összes elsőség abban az évben.
1956-ban Fangio átment a Ferrarihoz Alberto Ascari helyére, aki egy balesetben életét vesztette. Három futamon győzött, az összes többin pedig második helyen ért célba. 1957-ben visszatért a Maseratihoz, és bevallottan pályafutása legnagyobb futamgyőzelmével a német nagydíjon megnyerte ötödik világbajnoki címét. 51 versenyen indult, és ebből 24 futamot megnyert. (A legjobb nyerési arány a sportág történelmében.)
Kubai felkelők 1958. február 23-án elrabolták, de később kiszabadult.
Élete nagy részében Fangio a Mercedes-Benzet képviselte, gyakran vezette régi versenyautóját bemutatókon. Juan Manuel Fangio 1995-ben Buenos Airesben halt meg. 2005-ben az olasz Pagani róla nevezte el a legújabb, Zonda 2005 C12 F autóját.
Unokaöccse, Juan Manuel Fangio II szintén sikeres autóversenyző volt.

## Eredményei

### Teljes Formula–1-es eredménysorozata
(Táblázat értelmezése)

(Félkövér: pole-pozícióból indult; dőlt: leggyorsabb kört futott) 

| Év   | Csapat             | 1      | 2      | 3      | 4      | 5      | 6     | 7      | 8     | 9     | 10  | 11  | Helyezés | Pontok     |
| ---- | ------------------ | ------ | ------ | ------ | ------ | ------ | ----- | ------ | ----- | ----- | --- | --- | -------- | ---------- |
| 1950 | Alfa Romeo         | GBR Ki | MON 1  | 500    | SUI Ki | BEL 1  | FRA 1 | ITA Ki |       |       |     |     | 2.       | 27         |
| 1951 | Alfa Romeo         | SUI 1  | 500    | BEL 9  | FRA 1  | GBR 2  | GER 2 | ITA Ki | ESP 1 |       |     |     | 1.       | 31 (37)    |
| 1953 | Maserati           | ARG Ki | 500    | NED Ki | BEL Ki | FRA 2  | GBR 2 | GER 2  | SUI 4 | ITA 1 |     |     | 2.       | 28 (29.5)  |
| 1954 | Maserati           | ARG 1  | 500    | BEL 1  | FRA 1  | GBR 4  | GER 1 | SUI 1  | ITA 1 | ESP 3 |     |     | 1.       | 42 (57.14) |
| 1955 | Mercedes-Benz      | ARG 1  | MON Ki | 500    | BEL 1  | NED 1  | GBR 2 | ITA 1  |       |       |     |     | 1.       | 40 (41)    |
| 1956 | Ferrari            | ARG 1  | MON 2  | 500    | BEL Ki | FRA 4  | GBR 1 | GER 1  | ITA 2 |       |     |     | 1.       | 30 (33)    |
| 1957 | Maserati           | ARG 1  | MON 1  | 500    | FRA 1  | GBR Ki | GER 1 | PES 2  | ITA 2 |       |     |     | 1.       | 40 (46)    |
| 1958 | Scd. Sud Americana | ARG 4  | MON    | NED    | 500    | BEL    | FRA 4 | GBR    | GER   | POR   | ITA | MAR | 14.      | 7          |